# Mikko Markkula
Mikko Markkula (Hämeenlinna, 3 januari 1981) is een Fins rallynavigator. Hij is actief naast Teemu Suninen in het wereldkampioenschap rally.